# Малинськ
Мали́нськ — село в Україні, центр однойменної громади Рівненського району Рівненської області, розташоване за 34 км від колишнього районного центру. Відстань до обласного центру міста Рівного становить 63 км (автошляхом). У селі однойменна станція Рівненській дирекції Львівській залізниці, розміщена на лінії «Здолбунів — Сарни».
Згідно з даними перепису 2001 року населення становило 1700 осіб. На даний час в Малинську нараховується 514 дворів, 2445 жителів.
Географічно село розташоване в південній частині Поліської низовини із змішаними лісами та кислими дерново-підзолистими піщаними ґрунтами.

## Етимологія
Є дві версії походження милозвучної назви.
Одна з легенд, якими багате село, оповідає, що колись давно в Малинську жив невисокий на зріст дідусь. Коли він ішов по вулиці, то за їм стелились ягоди, квіти. А коли він торкався якогось кущика, то на ньому виростали ягоди малини. Дідусь часто заходив до жителів села порозмовляти, а в подарунок завжди лишав гілочку малини. З того часу село називається Малинськ.
За іншою, більш популярною і напевне реальною версією, село назвали так, бо його власником був великий землевласник Михайло Малинський з дружиною Анною та двома синами Зореком (Зуреком) та Емануелем, який з'явився тут у другій половині XIX ст. На території сучасного Березнівського району Малинський володів 723 десятинами землі та 18 тисячами десятинами лісу. Згодом його маєток був реконструйований у школу: з боків добудували довгі крила (коридори). В той час будували залізницю, і заснувалася станція Малинськ.

## Історія

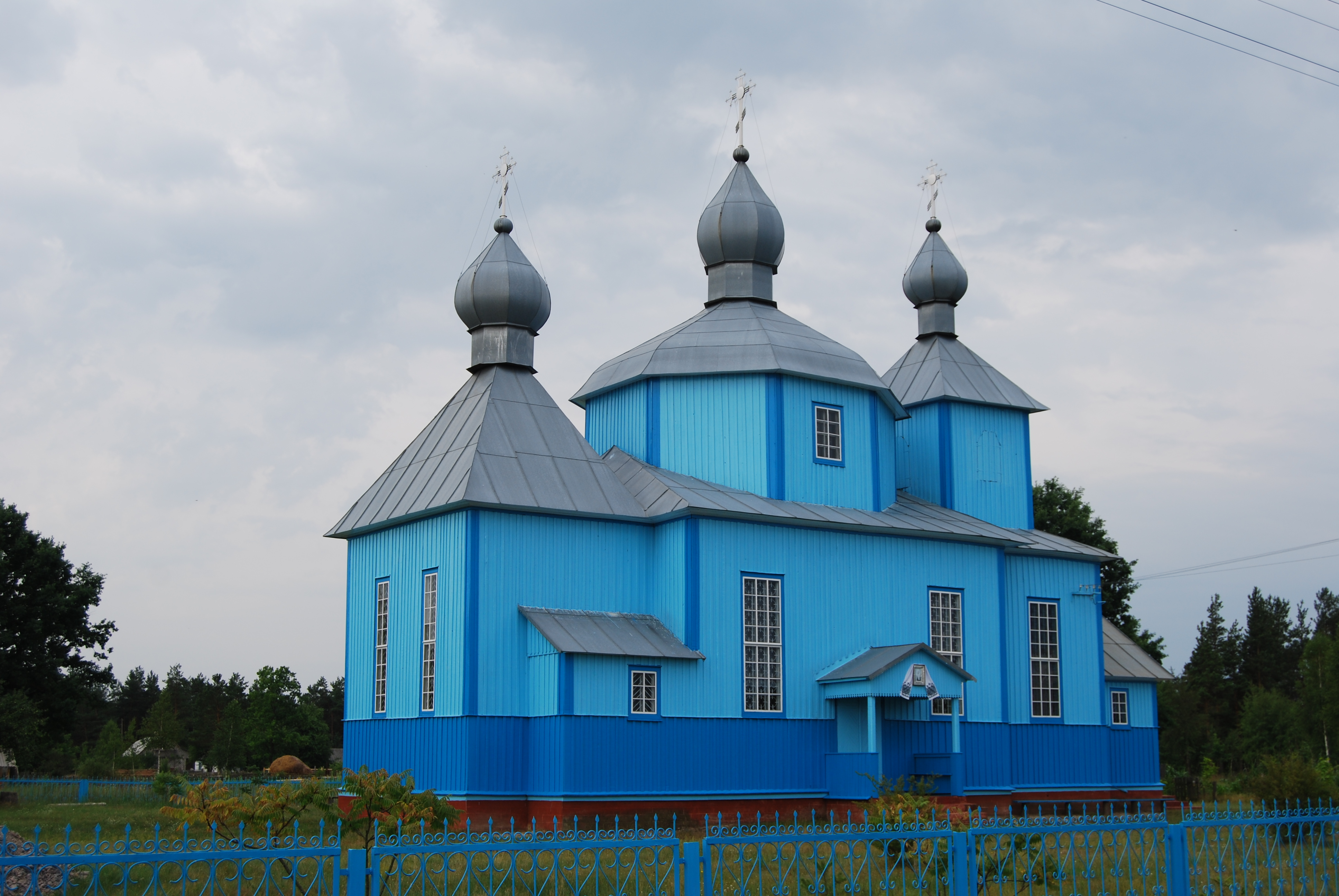
Дерев'яна православна церква святих Петра і Павла у Малинську

### Довоєнний період
Історія села Малинськ починається з кінця XIX — початку XX століття. Селянська реформа 1861 року сприяла розвитку капіталізму. Поміщицькі господарства пристосовувались до нових умов, перетворюючись на капіталістичні підприємства — відбувалась поступова ліквідація кріпосницьких відносин. Питома вага поміщицьких господарств у сільськогосподарському виробництві поступово зменшувалась, хоча в окремих частинах Волинської губернії їм ще належала більша частина земель. У 1884 році селяни (65 % всього населення краю) мали лише 42 % земельних угідь, а поміщикам, які становили 1,4 % до загальної кількості населення, належало 44 % земель. Характерним для краю в післяреформений період було виникнення хуторів та інтенсивні поселення. Навколо села були розміщені ліси, а деревина була цінною сировиною, за яку платили гарні гроші, особливо за кордоном.
Економічному розвитку села сприяла залізнична магістраль Рівне—Лунинець, яка була введена в експлуатацію 1885 року. Ліс, що вирубувався, вивозився до Німеччини, Франції, Англії. В 1900 році було побудовано майданчик для відвантаження лісу. Цей майданчик було названо «Роз'їзд Яринівка» за однойменною назвою села за сім кілометрів (транспортування лісу відбувалось вузькоколійною залізницею). Згодом, у 1912-13 рр. було побудовано станцію в чотири колії. Вузькоколійку було прокладено через Малинськ-Михалин-Бобер. Всі землі і ліси належали поміщику Малинському, який мешкав у селі Зірне.
В 1906 році поміщик Малинський, якому належало 40 кварталів лісу навколо села, продав його купцю Первогильдії Геллеру за 1 млн карбованців. Останній зайнявся вирубкою лісу і вивозом його в Німеччину, Францію, Англію та інші Європейські держави. Для рубки і відвантаження матеріалів потрібні були робітники. Найдешевше коштувала праця в'язнів, яких доставляли сюди з Сибіру. Так з'явилися в селі перші поселенці — політичні в'язні які були на каторзі і знаходились з так званими «вовчими білетами» після відбуття строку тюремного ув'язнення. Серед них були Білоусов Іван з Оренбурзької губернії, Шкурко Михайло, Кудельський Павло, Сорокін Михайло з Петербурга та інші. Жили в'язні в бараках, які були розташовані на місці сучасного футбольного поля. Пізніше Геллер завербував на роботу робітників з багатьох міст і сіл Російської імперії. На тому місці, де зараз знаходиться сільський клуб та футбольне поле, з'явилося 15 бараків. Тут жили наймані робітники.

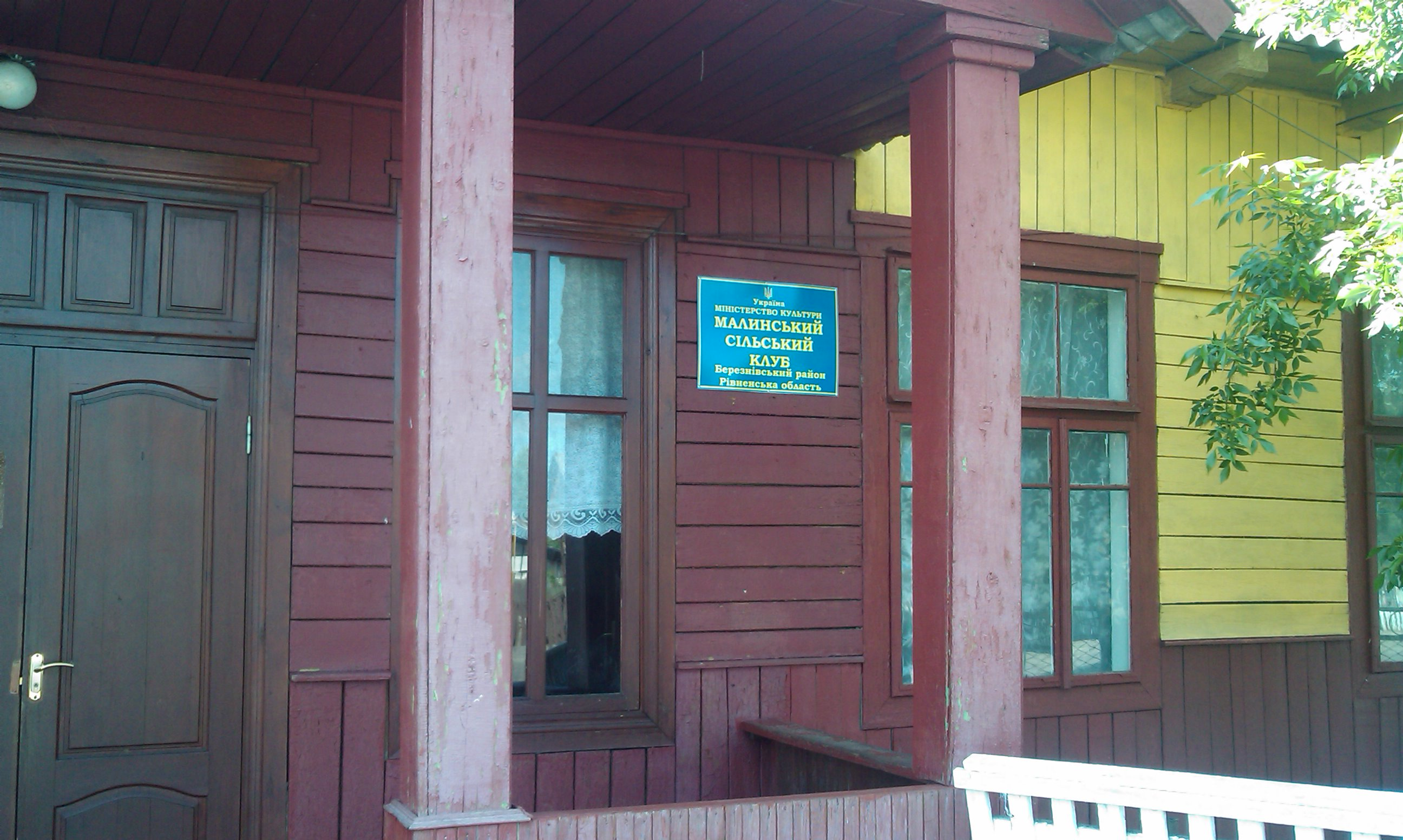
Дерев'яна будівля Малинського сільського клубу

В 1907 році поміщик перейменував «Роз'їзд Яринівка» на станцію Малинськ. В цьому ж році було побудовано паровозне депо, яке обслуговувало паровози вузькоколійки. Площу, на якій був вирубаний ліс, поміщик Малинський розділив на ділянки по одній десятині кожна. Ці ділянки орендували робітники, які потім отримали дозвіл на будівництво. Перший жилий будинок було побудовано в 1907 році, коли вже затвердилась назва села Малинськ замість роз'їзд Яринівка. Його побудував робітник Франц Нікель, за національністю поляк. Цей рік прийнято вважати роком народження села.
До 1939 року село розвивалося. Було побудовано молочарню, суконну фабрику, круподерню, млин, господарем яких був єврей Давид Шейнбейн. В 1925 році відкрито школу землеробів, у якій навчалися діти заможних селян. В 1933 році було відкрито клуб (Дім людовий) та школу. В 1937 році було збудовано військове містечко, у якому розміщувався штаб прикордонної охорони.
У період війни 1941—45 років село Малинськ було знищено на 55 %, а хутір Карачун спалено повністю.

### Післявоєнний період
У післявоєнний період село стало розвиватися швидкими темпами. Добудовано школу, відкрито дитсадок в 1970 році (до відкриття дитсадка в цьому приміщенні було пологове відділення лікарні). В 1960–1980 роках село Малинськ було одним із високорозвинених в економічному плані, тут функціонували: заготльон, нижній склад Березнівського ДЛГ, консервний завод, спиртбаза, хімсклад, склад-магазин, ремонтно-будівельна дільниця, філіал Березнівського порцелянового заводу, деревопереробний цех, нафтобаза, асфальтовий завод, склад Березнівського міжколгоспбуду, сирцех Рівненської маслосирбази, хвойний цех, заготпункт Костопільського ХПП (хлібо-приймальний пункт) та ін. З початку 1990-их років минулого століття багато підприємств, установ перестали функціонувати.
У 2007 році село відсвяткувало своє 100-річчя.

## Населення
За переписом населення 2001 року в селі мешкали 1 663 особи.

### Мова
Розподіл населення за рідною мовою за даними перепису 2001 року:
| Мова       | Відсоток |
| ---------- | -------- |
| українська | 99,29 %  |
| російська  | 0,71 %   |

## Економіка
Основний напрямок — лісове господарство. В даний час у селі працюють підприємства: деревообробний цех ТЗОВ «Тандемсвіт», ЗАТ «РіМал» (переробка та виготовлення молочної продукції), нижній склад ДП «Березнівське лісове господарство», Малинське лісництво, ВАТ «Фрутко», СГ «Михайлівське», станція Малинськ Рівненської дирекції залізничних перевезень, ТЗОВ «Побутовик» (виготовлення столярних виробів та меблів); функціонують установи: сільська рада, відділення зв'язку, відділення «Ощадбанку», дитячий садок, школа І-ІІІ ступенів, амбулаторія загальної практики/сімейної медицини, працюють 8 магазинів та кафе «Олеся» райСТ, приватні продуктові магазини. Працює приватне кафе-магазин «Мрія». Ведеться будівництво ще одного приватного магазину. Функціонує місцевий ринок (щоп'ятниці). Працює приватне швейне ательє та приватні перукарські салони. Село газифіковане.

## Школа
Малинська загальноосвітня школа І-ІІІ ступенів, розташована по вул. Шкільній, 1. Рік заснування — 1934. Кількість класів — 18, у тому числі І-го ступеня — 7 класів, ІІ-го ступеня — 7 класів, ІІІ-го ступеня — 4 класи. Кількість учнів — 374, вчителів — 43.
Публічно-шкільна бібліотека-філія, шкільна їдальня, кафе. Екскурсовод-краєзнавець Наталія Михайлівна Лень.

### Гімн Школи
Гімн школи села Малинськ:
Слова: А. П. Юрчик,
Музика: В. Д. Ковбара
| Народилась ти в тридцятих Ще під польським гнітом І до себе притягала діток, як магнітом. В твоїх стінах вчились Чехи, поляки і німці. Та найбільше знань дістали Наші українці. Твої славні вихованці Є по всьому світі Шлють вітання рідній школі Теплом оповиті. То квітуй же, рідна школо На віки і нині Мир і спокій хай панують В нашій Україні! |

## Спорт
В Малинську організовано два аматорські футбольних колективи — ФК «Малинськ» та ФК «Лісівник». ФК «Малинськ» займає високу позицію у чемпіонаті Рівненської області з футболу серед команд 2-ї ліги. У жовтні 2010 року клуб виборов третє місце у суперфіналі Всеукраїнських літніх сільських спортивних ігор, які проходили в місті Переяслав-Хмельницький Київської області.
Обидві команди виступають на відкритому у 2012 році новому спортивному стадіоні, створеному на місці колишніх старих цехів, а згодом стихійного сміттєзвалища. За словами Малинського сільського голови Анатолія Дімітрова, для зведення стадіону не використали жодної копійки бюджетних коштів, все зробили власними силами та на пожертви благодійників. Тутешні жителі змінили усе самотужки. Місцевим меценатом було закуплено газонну траву і надано допомогу технікою (грейдер і котки). Нині на стадіоні діє поливна система для підтримки росту трави, облаштовані роздягальні та душеві.

## Транспорт
* Автомобільний. Селом проходить автошлях територіального значення Т 1826 (вулицями Миру та Центральною). На відстані 2,35 км від села знаходиться автошлях регіонального значення Н25 (транспортний коридор Рівне — Сарни — Дубровиця). Щоденні, згідно з графіком, рейси маршруток Степань — Рівне, автобусний рейс Березне — Малинськ.
| Графік руху маршрутних таксі через а/з Малинськ | Графік руху маршрутних таксі через а/з Малинськ | Графік руху маршрутних таксі через а/з Малинськ | Графік руху маршрутних таксі через а/з Малинськ |
| На Рівне (a/c «Чайка»)                          | На Рівне (a/c «Чайка»)                          | На Степань                                      | На Степань                                      |
| Сполучення                                      | Час відправлення                                | Сполучення                                      | Час відправлення                                |
| ----------------------------------------------- | ----------------------------------------------- | ----------------------------------------------- | ----------------------------------------------- |
| В.Вербче — Рівне                                | 06-30                                           | Рівне — Гута                                    | 05-50                                           |
| Степань — Рівне                                 | 07-15                                           | Рівне — Кричильськ                              | 06-40                                           |
| Гута — Рівне                                    | 07-40                                           | Рівне — Степань                                 | 08-20                                           |
| Кричильськ — Рівне                              | 08-10                                           | Рівне — Степань                                 | 10-45                                           |
| Мельниця — Рівне                                | 09-30                                           | Рівне — Гута                                    | 11-40                                           |
| Бутейки — Рівне                                 | 10-05                                           | Рівне — В.Вербче                                | 12-40                                           |
| Степань — Рівне                                 | 12-20                                           | Рівне — Степань                                 | 13-20                                           |
| Гута — Рівне                                    | 13-45                                           | Рівне — Кричильськ                              | 14-30                                           |
| Степань — Рівне                                 | 14-45                                           | Рівне — Степань                                 | 15-30                                           |
| В. Вербче — Рівне                               | 15-15                                           | Рівне — Кричильськ                              | 16-15                                           |
| Кричильськ — Рівне                              | 16-35                                           | Рівне — В.Вербче                                | 17-00                                           |
| Степань — Рівне                                 | 17-05                                           | Рівне — Гута                                    | 17-25                                           |
| Кричильськ — Рівне                              | 18-50                                           | Рівне — В.Вербче                                | 18-15                                           |
| Гута — Рівне                                    | 19-15                                           | Рівне — Кричильськ                              | 20-10                                           |
| В. Вербче — Рівне                               | 19-45                                           | Рівне — Степань                                 | 20-45                                           |
| Джерело                                         | Джерело                                         | Рівне — Гута                                    | 22-25                                           |

* Залізничний. 21 листопада 2006 році було відкрито новий вокзал станції Малинськ, який почали будувати ще в радянські часи і який є окрасою села в даний час.
| Графік руху дизель-поїздів по станції Малинськ        | Графік руху дизель-поїздів по станції Малинськ | Графік руху дизель-поїздів по станції Малинськ | Графік руху дизель-поїздів по станції Малинськ | Графік руху дизель-поїздів по станції Малинськ | Графік руху дизель-поїздів по станції Малинськ | Графік руху дизель-поїздів по станції Малинськ | Графік руху дизель-поїздів по станції Малинськ | Графік руху дизель-поїздів по станції Малинськ | Графік руху дизель-поїздів по станції Малинськ |
| На Рівне                                              | На Рівне                                       | На Рівне                                       | На Рівне                                       | На Рівне                                       | На Сарни                                       | На Сарни                                       | На Сарни                                       | На Сарни                                       | На Сарни                                       |
| Номер поїзда                                          | Сполучення                                     | Прибуття                                       | Стоянка                                        | Відправлення                                   | Номер поїзда                                   | Сполучення                                     | Прибуття                                       | Стоянка                                        | Відправлення                                   |
| ----------------------------------------------------- | ---------------------------------------------- | ---------------------------------------------- | ---------------------------------------------- | ---------------------------------------------- | ---------------------------------------------- | ---------------------------------------------- | ---------------------------------------------- | ---------------------------------------------- | ---------------------------------------------- |
| 6341                                                  | Сарни — Рівне                                  | 05-35                                          | 1                                              | 05-36                                          | 6330                                           | Рівне — Сарни                                  | 09-03                                          | 4                                              | 09-07                                          |
| 6343                                                  | Сарни — Рівне                                  | 08-26                                          | 1                                              | 08-27                                          | 6334                                           | Рівне — Удрицьк                                | 14-25                                          | 1                                              | 14-26                                          |
| 6389                                                  | Горинь — Рівне                                 | 16-19                                          | 1                                              | 16-20                                          | 6336                                           | Рівне — Удрицьк                                | 19-19                                          | 1                                              | 19-20                                          |
| 6349                                                  | Удрицьк — Рівне                                | 20-42                                          | 1                                              | 20-43                                          | 6338                                           | Рівне — Сарни                                  | 22-00                                          | 1                                              | 22-01                                          |
| Джерело [Архівовано 7 травня 2021 у Wayback Machine.] |                                                |                                                |                                                |                                                |                                                |                                                |                                                |                                                |                                                |

## Галерея

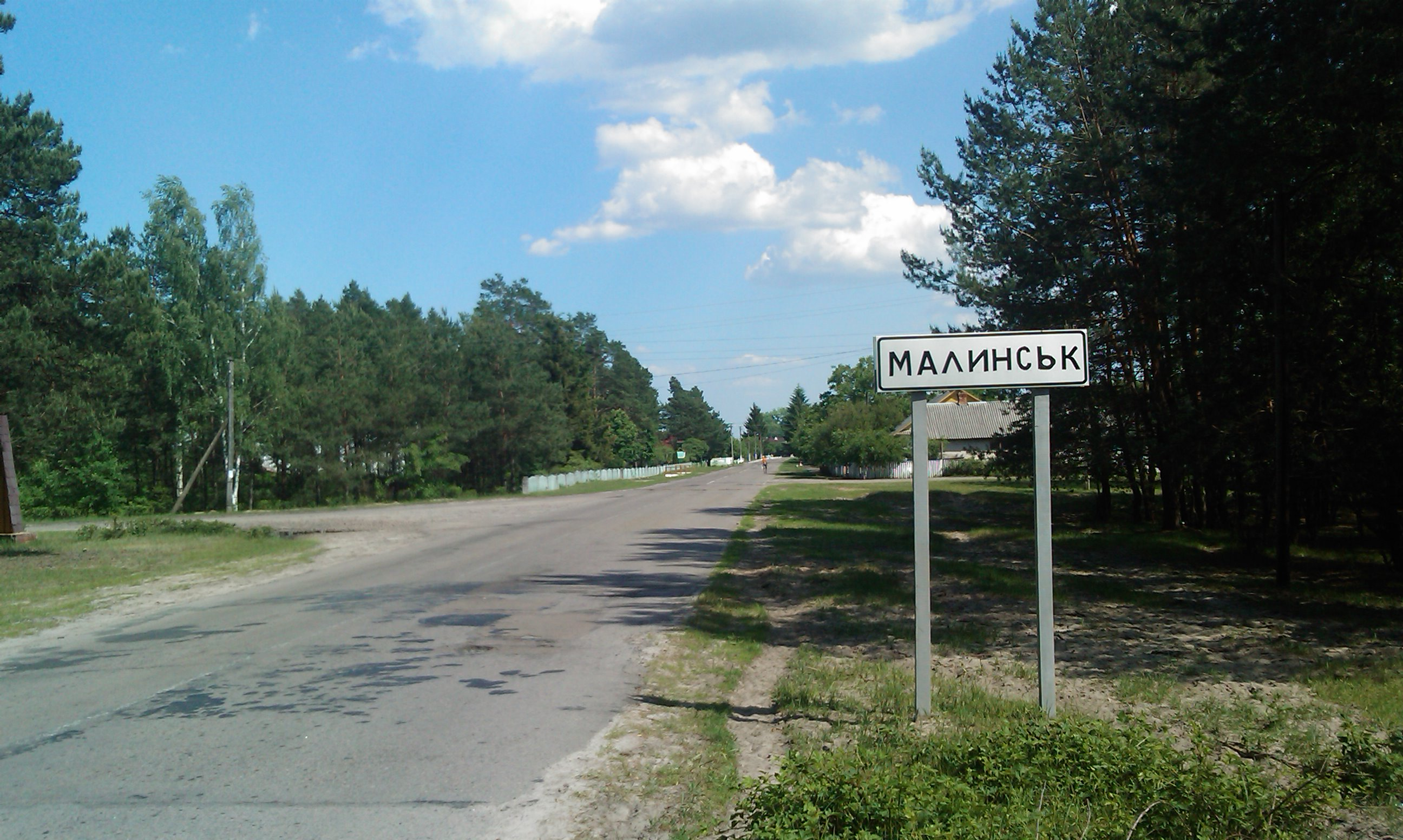
В'їзд у Малинськ зі сторони смт Степань
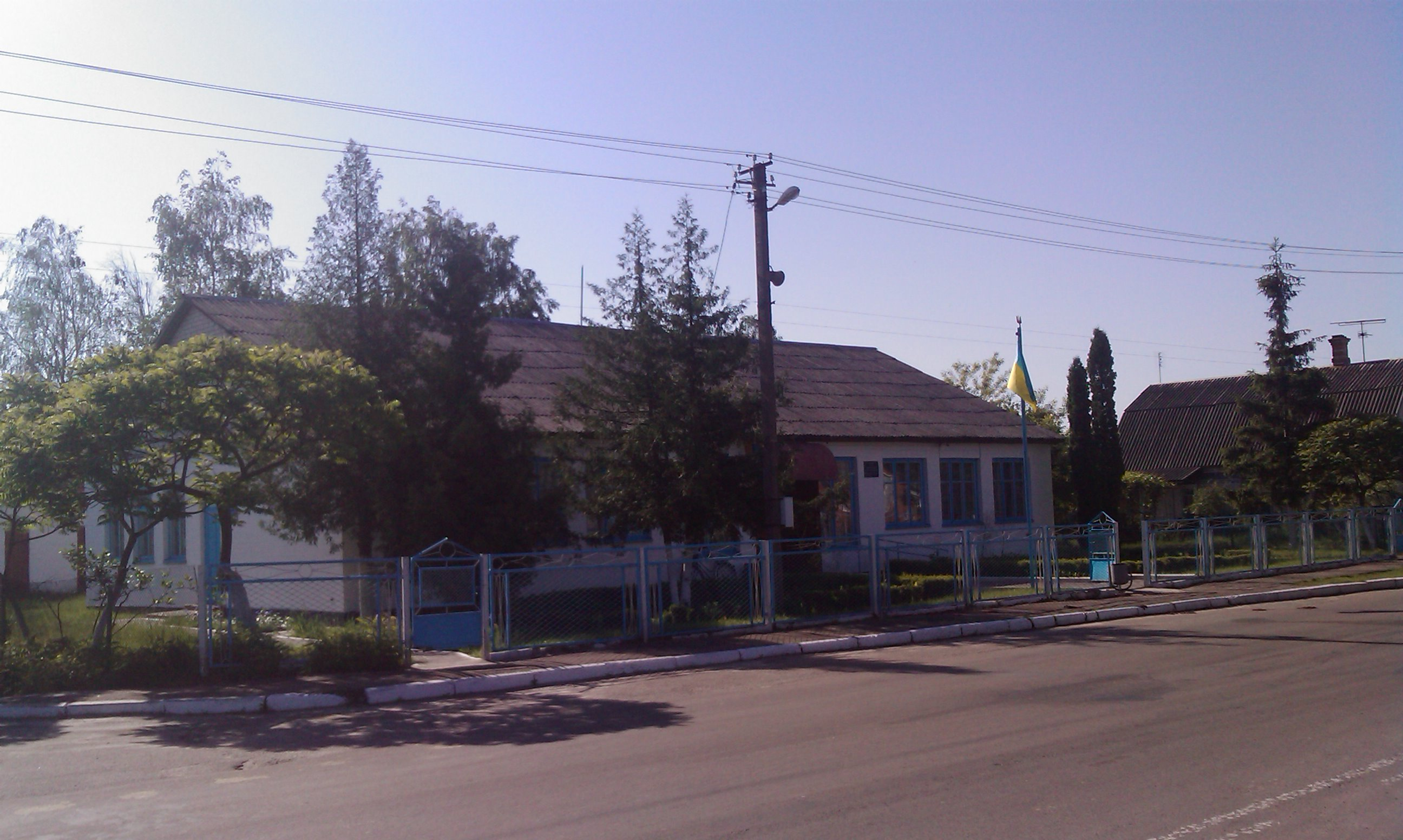
Сільська рада
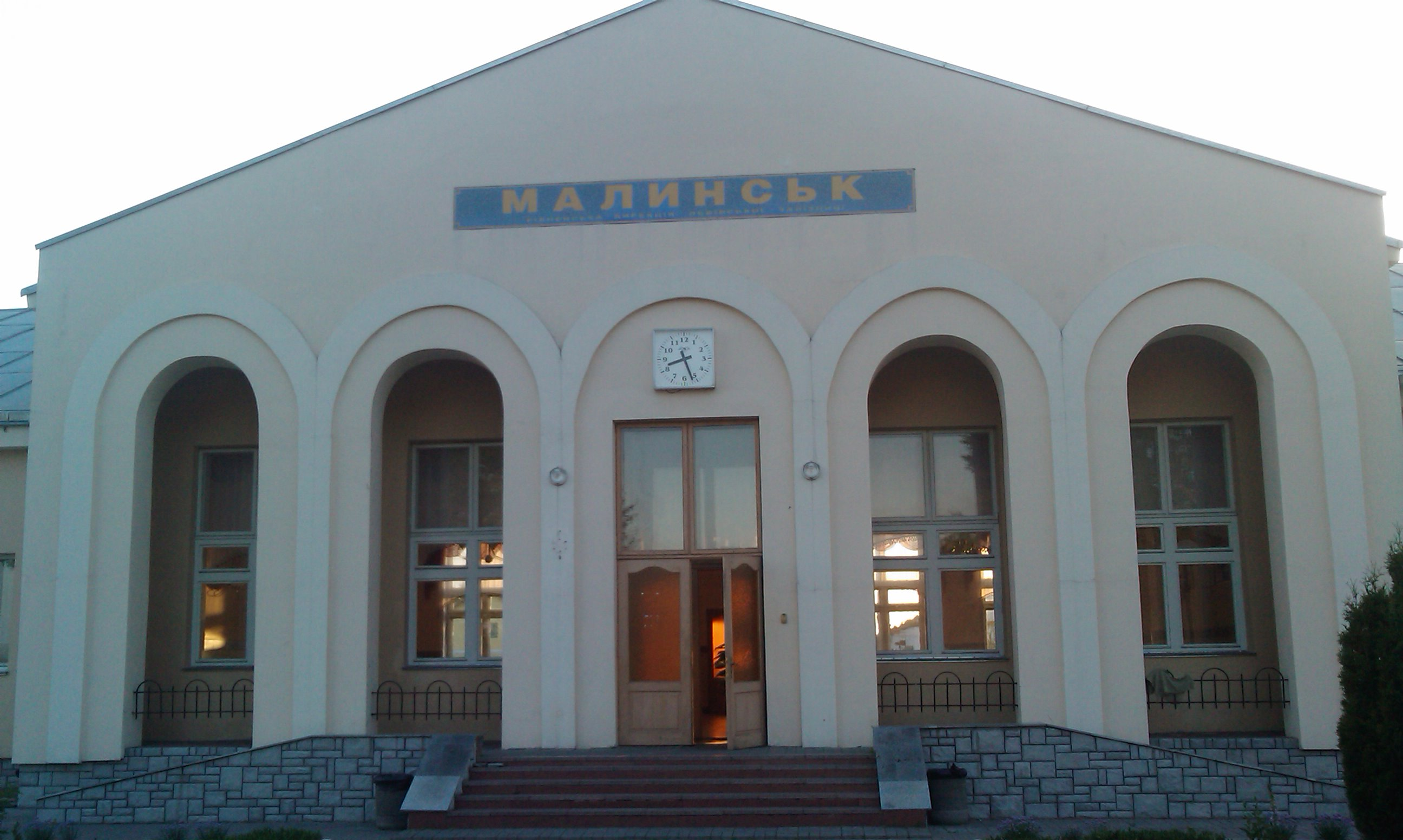
Залізничний вокзал
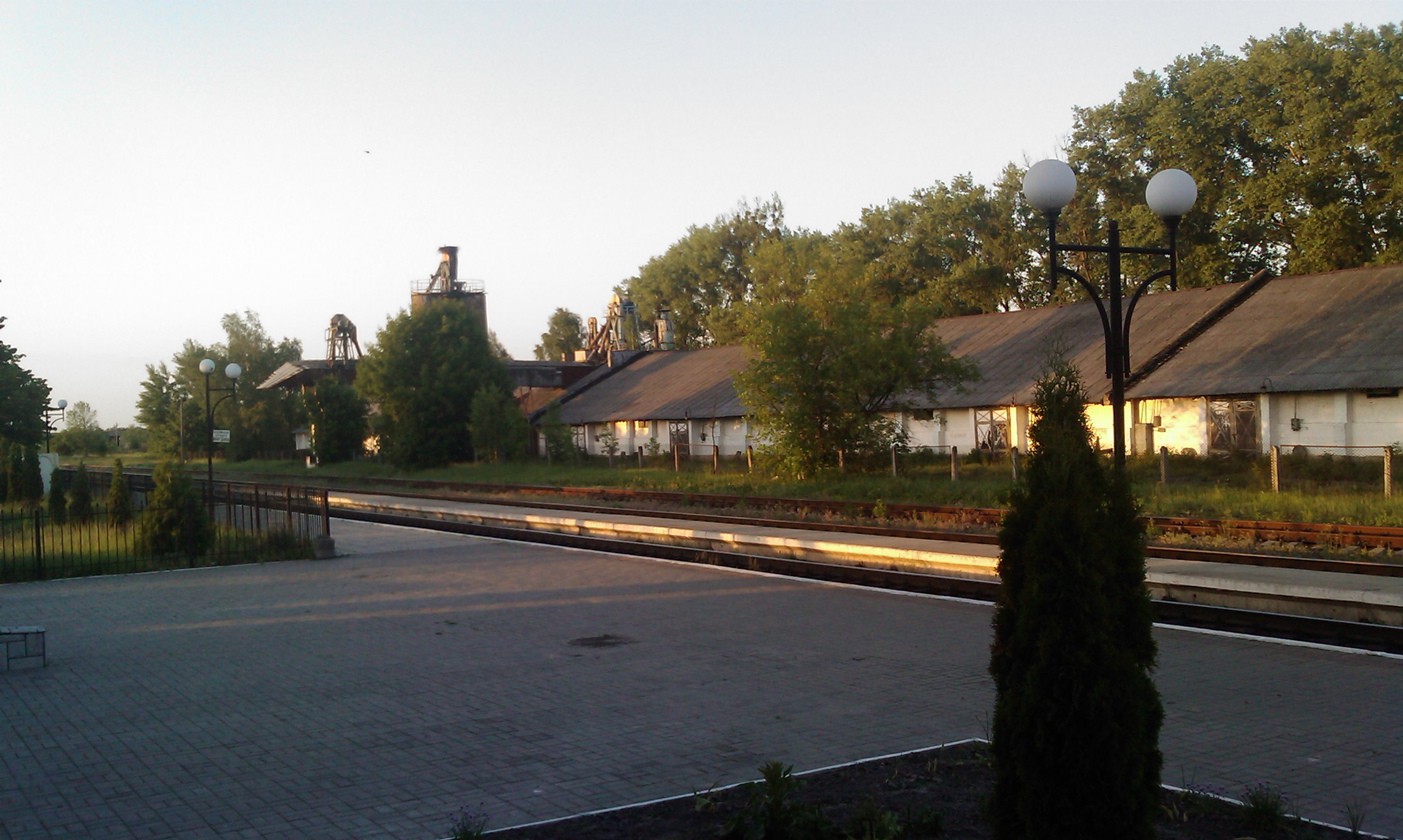
Заготзерно з вокзалу
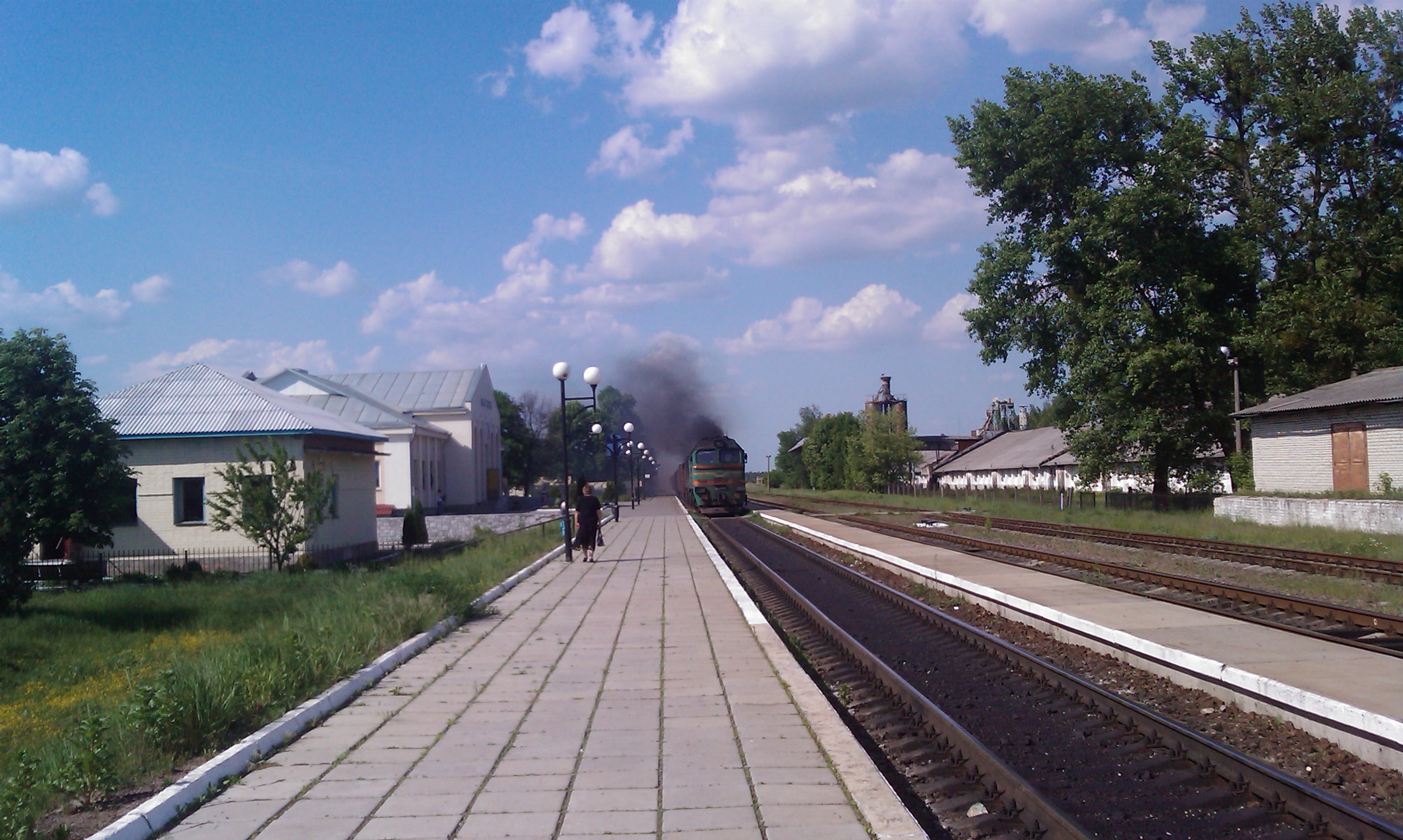
Прибуття поїзда на станцію
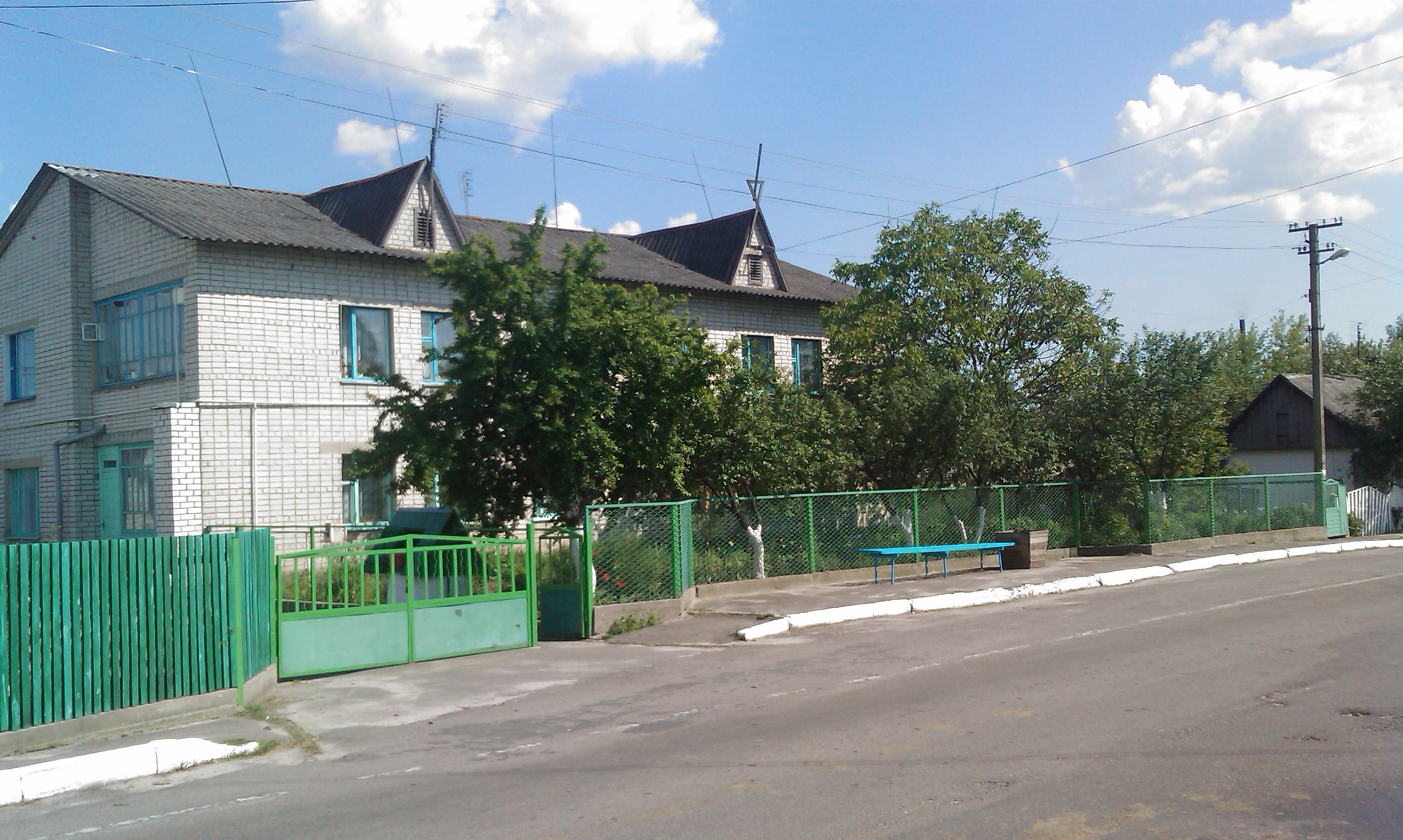
Двоповерхівки по вул. Центральній
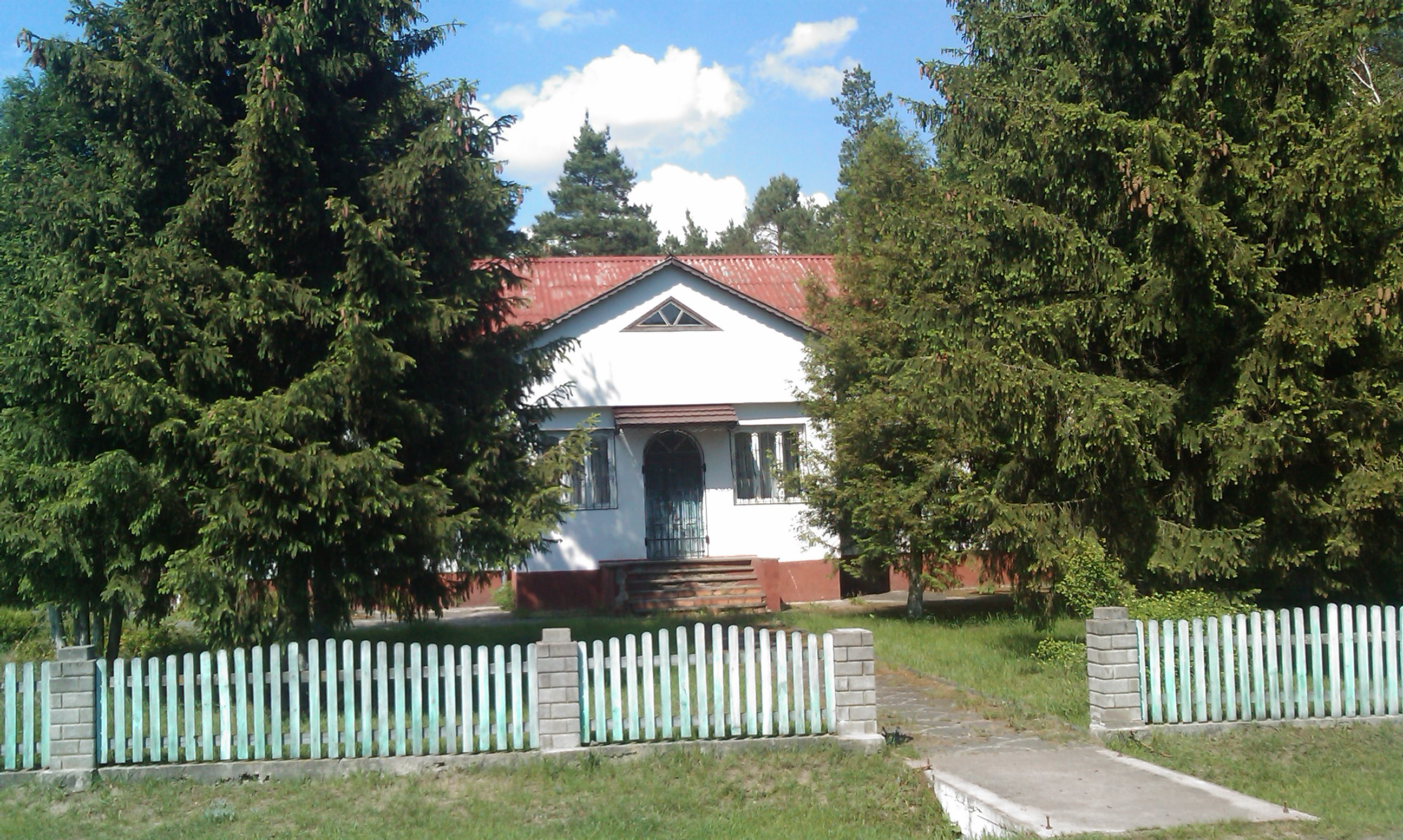
Амбулаторія загальної практики
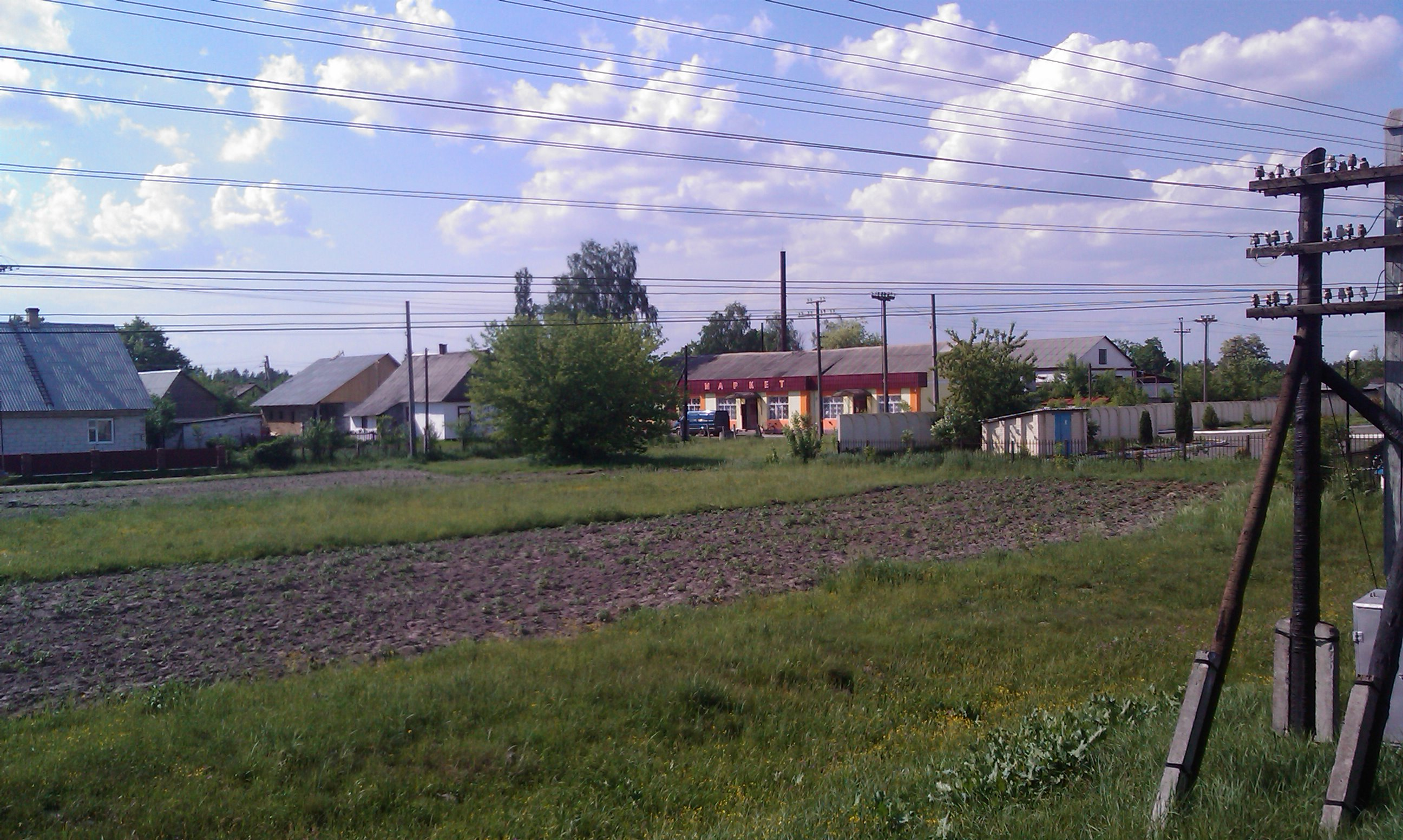
Городи біля залізничного вокзалу
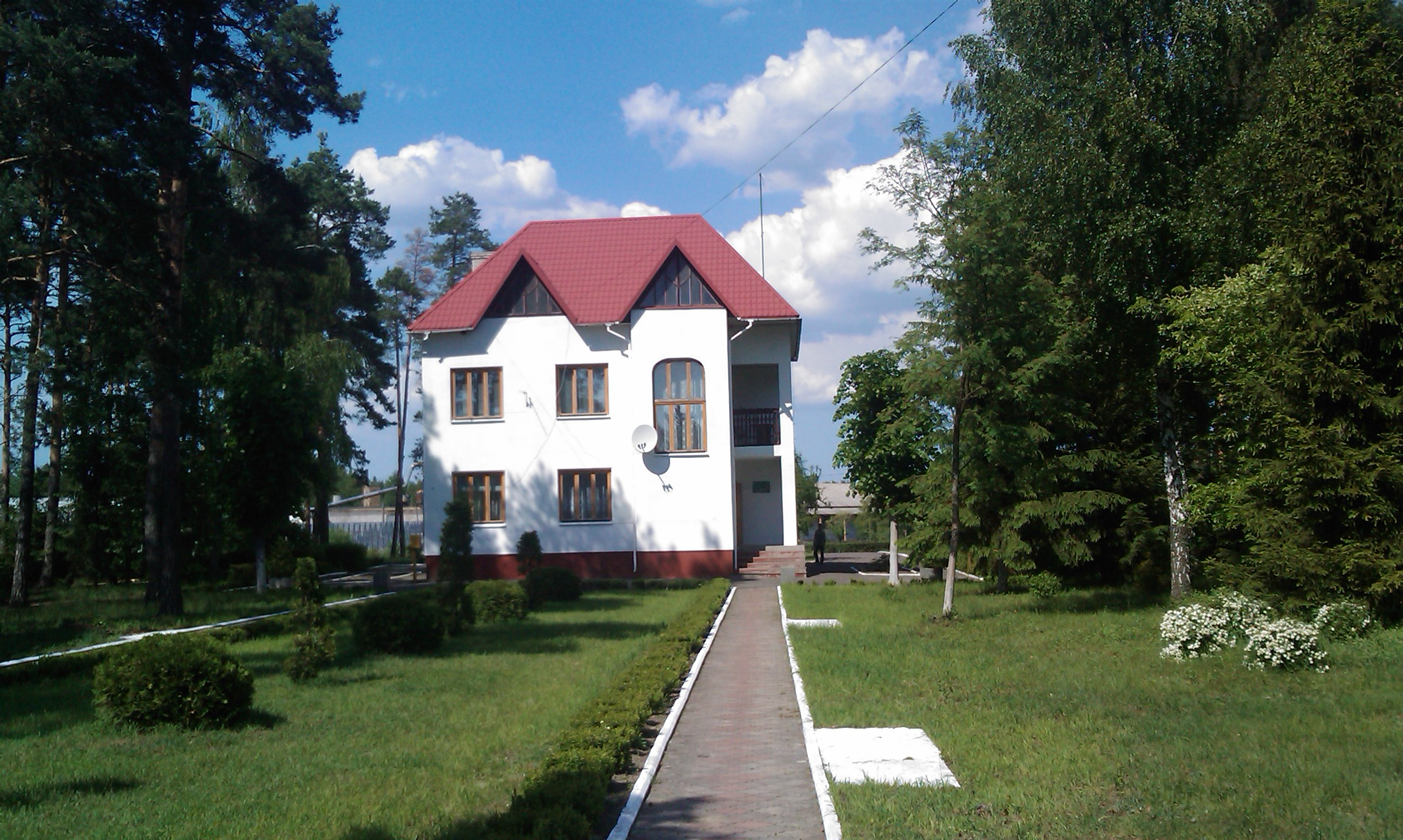
Контора Малинського лісництва
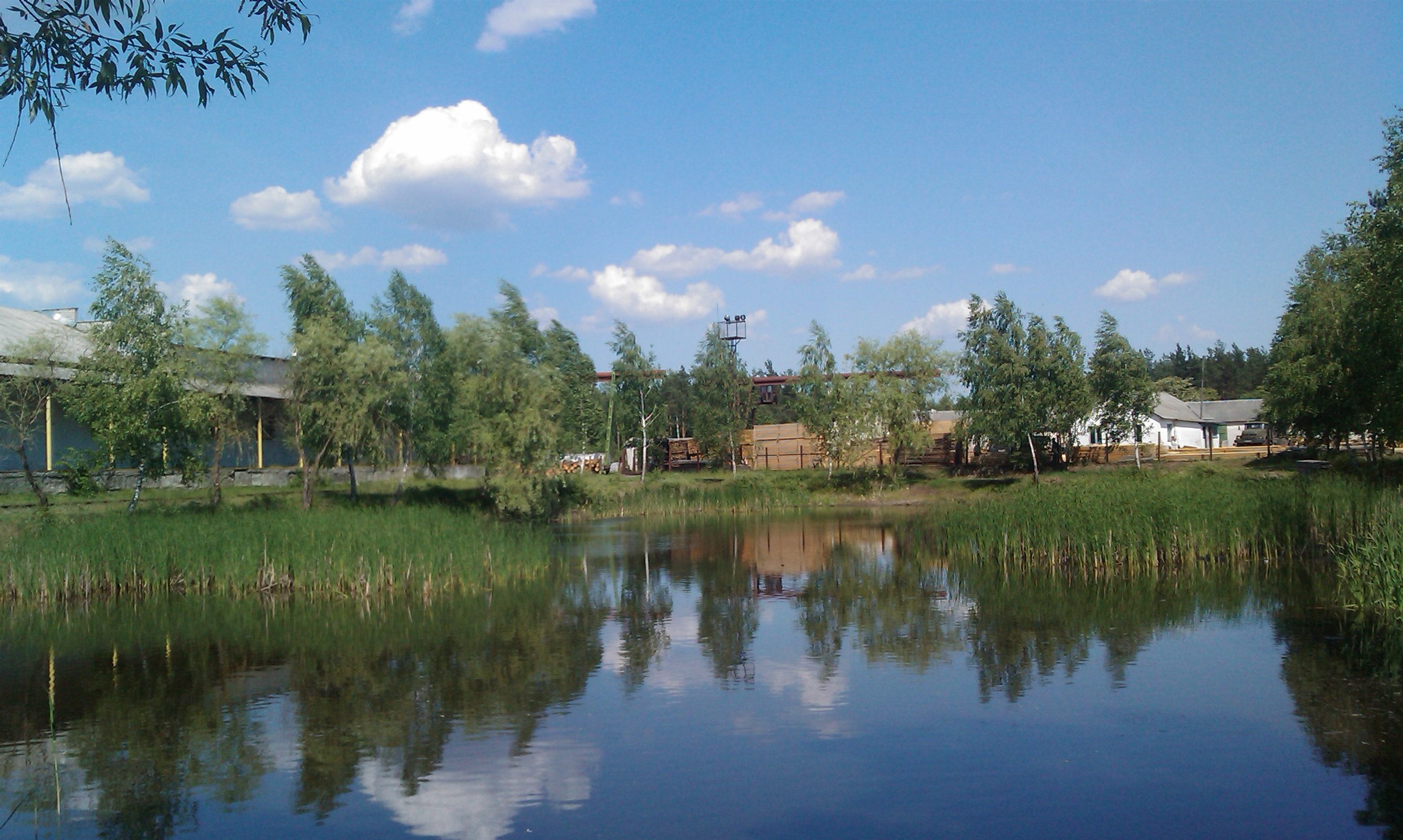
Ставок на території лісництва
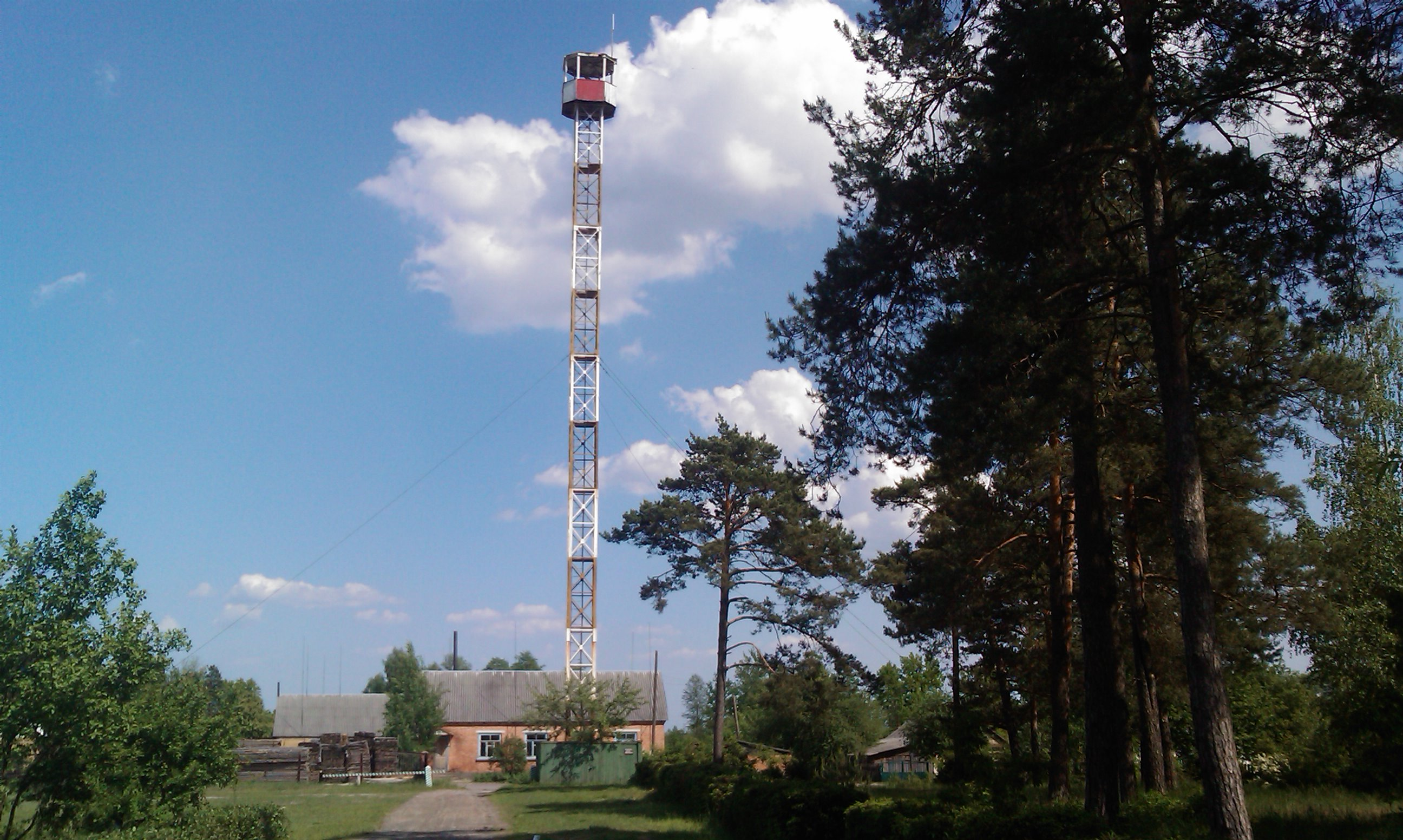
Пожежна вежа у лісництві
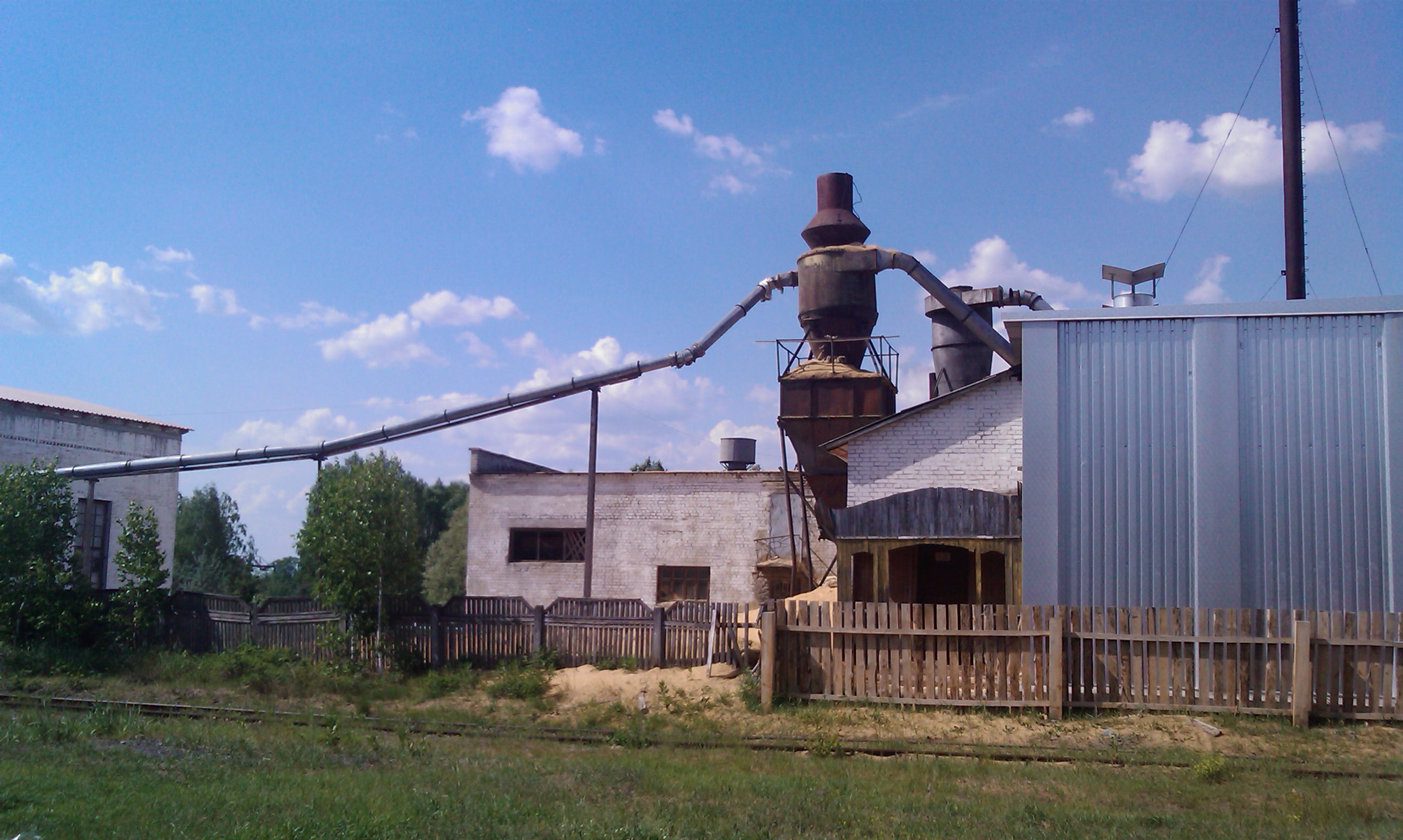
Деревообробні потужності
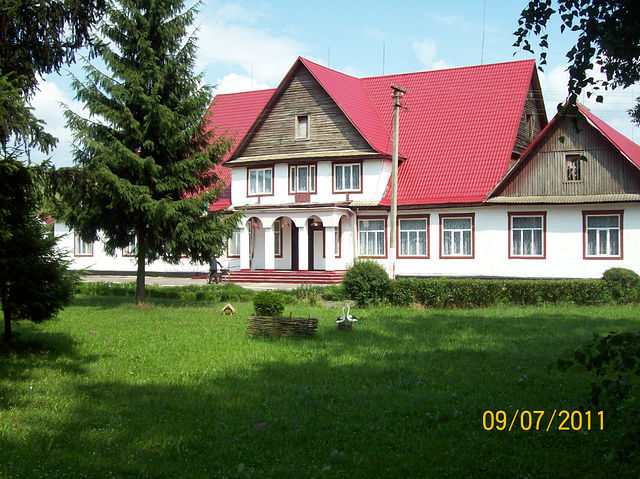
Малинська середня школа